# Julio Adalberto Rivera
Julio Adalberto Rivera Carballo, född 2 september 1921 i Zacatecoluca, El Salvador, död 29 juli 1973, var president i El Salvador från 1962 till 1967. Han ledde en kupp 1961 och satt med i juntan 25 januari 1961 till 25 januari 1962, men återkom 1 juli samma år som president.